# الخدمات التجارية للحمولة القمرية
الخدمات التجارية للحمولة القمرية (بالإنجليزية: Commercial Lunar Payload Services)‏، وتُختصر إلى (CLPS)، وهو برنامج تابع لوكالة ناسا بهدف التعاقد مع خدمات النقل القادرة على إرسال مركبات هبوط روبوتية ومركبات جوالة على سطح القمر عند منطقته القطبية الجنوبية على الأغلب بغرض استكشاف الموارد القمرية واستطلاع التصورات الخاصة بمفهوم استخدام الموارد في الموقع (ISRU)، بالإضافة إلى إجراء بعض التجارب القمرية لدعم برنامج أرتميس القمري. يهدف برنامج الخدمات التجارية للحمولة القمرية إلى شراء خدمات متكاملة لنقل الحمولات بين الأرض وسطح القمر باستخدام عقود ذات أسعار ثابتة.
يُدار هذا البرنامج حاليًا بواسطة مديرية المهام العلمية بمقر وكالة ناسا، بالاشتراك مع مديرية الاستكشاف والعمليات البشرية، ومديرية مهام تكنولوجيا الفضاء. تتوقع ناسا أن يقدم المقاولون الذين ستتعاقد معهم كافة الخدمات الضرورية لتجميع، واستيعاب، ونقل، وتشغيل حمولاتها بأمان، بما يشمل مركبات الإطلاق، والمركبات الفضائية للهبوط على القمر، والأنظمة السطحية القمرية، ومركبات إعادة الدخول للغلاف الجوي الأرضي والموارد المتعلقة بها. خُطط للرحلات أن تبدأ بمنتصف عام 2020.

## تاريخ
كانت ناسا تخطط لاستخدام الموارد الطبيعية القمرية على مدار أعوام عديدة. وحددت وكالة ناسا مجموعةً متنوعةً من الأهداف الاستكشافية، والعلمية، والتقنية، والتي يمكن تحقيقها من خلال إرسال الأجهزة، والتجارب العلمية، والحمولات الأخرى الصغيرة بانتظام إلى القمر.
وضح مسؤولو وكالة ناسا، بعد إلغاء الدراسة التصورية الخاصة بالمركبة الجوالة ريسورس بروسبكتور في أبريل عام 2018، أن بعثات استكشاف سطح القمر ستستمر في المستقبل، ولكن من خلال خدمات هبوط تجارية في ظل برنامج الخدمات التجارية للحمولة القمرية الجديد. وفي وقت لاحق خلال شهر أبريل نفسه، أطلقت ناسا برنامج الخدمات التجارية للحمولة القمرية باعتبارها خطوةً أولى في استدراج عروض الرحلات الفضائية إلى القمر. وفي أبريل عام 2018، أصدر البرنامج مسودة طلب تقديم عرض، وفي سبتمبر عام 2018، أُصدر النموذج الفعلي لطلب تقديم العرض.
في يوم 29 نوفمبر عام 2018، أعلنت ناسا عن الشركات التسع الأولى التي سيُسمح لها بالمناقصة على العقود، وهي عقود بتسليم وكميات غير محددة مع قيمة قصوى مجمعة للعقد تصل إلى 2.6 مليار دولار أمريكي خلال الأعوام العشرة القادمة. ومن المتوقع أن يكون الاستدراج الرسمي الأول للعروض في وقت ما بعام 2019.
في فبراير عام 2018، أصدرت ناسا استدراجًا لعروض مهمة أجهزة سطح القمر والحمولات التقنية، للذين يمكن أن يصبحوا عملاءً بالبرنامج. وكانت العروض مستحقةً بحلول نوفمبر عام 2018 و17 يناير عام 2019. خططت ناسا لتعلن سنويًا عن حاجتها لهذه العروض.
وفي يوم 31 مايو عام 2019، أعلنت ناسا عن قائمة أجور، تبرز شركة أستروبوتيك بمدينة بيتسبرغ (بنسلفانيا)، بقيمة 79.5 مليون دولار؛ وشركة إنتويتف ماشينز بمدينة هيوستن (تكساس)، بقيمة 77 مليون دولار؛ وشركة أوربيت بيوند، بقيمة 97 مليون دولار؛ نظير إطلاق هذه الشركات لمركبات الهبوط القمرية الخاصة بناسا. ومع ذلك، انسحبت شركة أوربيت بيوند من هذا العقد في يوليو عام 2019، ولكنها ظلت مقاولًا قادرًا على المناقصة في المهمات القادمة.
وفي يوم 18 نوفمبر عام 2019، أضافت وكالة ناسا خمسة مقاولين إضافيين للبرنامج، وكانت شركة سبيس إكس وشركة بلو أوريجين ضمن هؤلاء المقاولون الخمسة.